# Parodon guyanensis
Parodon guyanensis är en fiskart som beskrevs av Géry, 1959. Parodon guyanensis ingår i släktet Parodon och familjen Parodontidae. Inga underarter finns listade i Catalogue of Life.